# 六敵
六敵、阿里薩瓦爾加（arishadvarga）、沙德里普（shadripu）是心靈的六敵，分別為：kama（欲樂）、krodha（憤慨）、lobha（貪圖）、mada（頑傲）、 moha（妄想）、matsarya（吝嗇）、alasya（懶惰）。在印度教這六敵是阻礙人類解脫的負面特徵。
根據印度教經典，六敵將靈魂與生死循環聯繫在一起，並將其限制在物質世界、摩耶。尤其前三者據說是通往地獄的路。

## 拓展阅读
- Shankaracharyar Granthabali, Basumati publication (Kolkata: 1995), Volume 3